# 至圣救主堂 (巴勒莫)
至圣救主堂（意大利语：Chiesa del Santissimo Salvatore）是一座巴洛克风格的罗马天主教教堂，位于意大利巴勒莫历史中心的阿尔贝加里亚区（Albergaria），该市的主要街道，古老的卡萨罗街。
这座教堂始建于1682年，在一个古老的巴西勒修会（Basilian）女修道院，罗伯特·吉斯卡尔于1072年创立。该建筑由建筑师保罗·阿马托设计，贾科莫·阿马托和安杰洛·意大利也参与了建筑。
据说，西西里女王科斯坦察（1154-1198）还是公主时，因为被预言“她的婚姻会摧毁西西里岛”，自幼就作为修女被关在这座教堂，直到30岁时最终仍然因政治原因订婚。